# Société française de rhumatologie
Pour les articles homonymes, voir SFR (homonymie).
La Société française de rhumatologie, abrégée en SFR, est une association française de promotion des progrès scientifiques en matière de rhumatologie
.
Fondée en 1969, la Société Française de Rhumatologie est une société savante regroupant des personnes s'intéressant aux maladies de l'appareil locomoteur. Elle a pour objet l'étude des maladies de l'appareil locomoteur, la promotion des connaissances les concernant, la réalisation d'expertises sur des problèmes d'intérêt général touchant l'épidémiologie, la prévention, le droit et l'information des malades, et de répondre et susciter des demandes spécifiques d'organismes de portée nationale ou internationale.
Plus de mille membres, soit près de la moitié des rhumatologues actifs en France : la Société Française de Rhumatologie se veut un lieu de rassemblement et d'échanges. La SFR s'est organisée et structurée progressivement pour assumer et dynamiser les développements et progrès de la spécialité. Les Administrateurs, rhumatologues universitaires, hospitaliers ou libéraux, s'appuient sur un bureau pour relayer et appliquer les décisions stratégiques et administratives.
Société savante, la SFR a pour objectif primordial la promotion des progrès scientifiques en rhumatologie, ainsi qu'une participation active dans la formation et l'information dans notre spécialité.